# ليلينغتون
ليلينغتون (بالإنجليزية: Lillington)‏ هي مدينة أمريكية ومركز مقاطعة هارنيت في ولاية كارولاينا الشمالية في الولايات المتحدة الأمريكية.

## التركيبة السكانية
حدّد مكتب تعداد الولايات المتحدة بيانات التركيبة السكانية لليلينغتون في تعداد الولايات المتحدة. في ما يلي، التركيبة السكانية حسب تعدادي 2000 و2010.

### تعداد عام 2000
بلغ عدد سكان ليلينغتون 2,915 نسمة بحسب تعداد عام 2000، وبلغ عدد الأسر 799 أسرة وعدد العائلات 484 عائلة مقيمة في البلدة. في حين سجلت الكثافة السكانية 241.5 نسمة لكل كيلومتر مربع (625.5/ميل2). وبلغ عدد الوحدات السكنية 894 وحدة بمتوسط كثافة قدره 74.1 لكل كيلومتر مربع (191.9/ميل2).
وتوزع التركيب العرقي للبلدة بنسبة 54.75% من البيض و40.55% من الأمريكيين الأفارقة و0.79% من الأمريكيين الأصليين و0.45% من الأمريكيين ذوي الأصول الآسيوية و0.10% من سكان جزر المحيط الهادئ و2.16% من الأعراق الأخرى و1.20% من عرقين مختلطين أو أكثر و4.08% من الهسبانيون أو اللاتينيون من أي عرق.
بلغ عدد الأسر 799 أسرة كانت نسبة 30.2% منها لديها أطفال تحت سن الثامنة عشر تعيش معهم، وبلغت نسبة الأزواج القاطنين مع بعضهم البعض 39.5% من أصل المجموع الكلي للأسر، ونسبة 18% من الأسر كان لديها معيلات من الإناث دون وجود شريك،  بينما كانت نسبة 3% من الأسر لديها معيلون من الذكور دون وجود شريكة وكانت نسبة 39.4% من غير العائلات. تألفت نسبة 33.9% من أصل جميع الأسر من عدة أفراد يعيشون في نفس المنزل ونسبة 17.6% كانت تتألف من شخص يعيش بمفرده يبلغ من العمر 65 عاماً أو أكثر. وبلغ متوسط حجم الأسرة المعيشية 2.26، أما متوسط حجم العائلات فبلغ 2.88.
بلغ العمر الوسطي للسكان 37.0 عاماً. وكانت نسبة 15.1% من القاطنين تحت سن الثامنة عشر، وكانت نسبة 5.9% بين الثامنة عشر والرابعة والعشرين عاماً، ونسبة 17.9% كانت واقعةً في الفئة العمرية ما بين الخامسة والعشرين والرابعة والأربعين عاماً، ونسبة 12% كانت ما بين الخامسة والأربعين والرابعة والستين، ونسبة 11% كانت ضمن فئة الخامسة والستين عاماً فما فوق. يوجد لكل 100 أنثى 75.8 ذكر، ويوجد لكل 100 أنثى في الثامنة عشر من عمرها فما فوق 71.7 ذكر.
بلغ متوسط دخل الأسرة في البلدة 30,670 دولارًا، أما متوسط دخل العائلة فبلغ 42,366 دولارًا. وكان متوسط دخل الذكور 30,305 دولارًا مقابل 23,214 دولارًا للإناث. وسجل دخل الفرد الخاص بالبلدة 13,664 دولارًا. وكانت نسبة 12.4% من العائلات ونسبة 20.3% من السكان تحت خط الفقر، وكان من هؤلاء نسبة 31.2% تحت سن الثامنة عشر ونسبة 20.4% في الخامسة والستين من العمر وما فوق.

### تعداد عام 2010
بلغ عدد سكان ليلينغتون 3,194 نسمة بحسب تعداد عام 2010، وبلغ عدد الأسر 981 أسرة وعدد العائلات 531 عائلة مقيمة في البلدة. في حين سجلت الكثافة السكانية 264.6 نسمة لكل كيلومتر مربع (685.3/ميل2). وبلغ عدد الوحدات السكنية 1,122 وحدة بمتوسط كثافة قدره 93 لكل كيلومتر مربع (240.9/ميل2).
وتوزع التركيب العرقي للبلدة بنسبة 53.54% من البيض و39.82% من الأمريكيين الأفارقة و0.94% من الأمريكيين الأصليين و0.91% من الأمريكيين ذوي الأصول الآسيوية و0.28% من سكان جزر المحيط الهادئ و2.88% من الأعراق الأخرى و1.63% من عرقين مختلطين أو أكثر و8.77% من الهسبانيون أو اللاتينيون من أي عرق.
بلغ عدد الأسر 981 أسرة كانت نسبة 27.7% منها لديها أطفال تحت سن الثامنة عشر تعيش معهم، وبلغت نسبة الأزواج القاطنين مع بعضهم البعض 29.8% من أصل المجموع الكلي للأسر، ونسبة 20.9% من الأسر كان لديها معيلات من الإناث دون وجود شريك،  بينما كانت نسبة 3.5% من الأسر لديها معيلون من الذكور دون وجود شريكة وكانت نسبة 45.9% من غير العائلات. تألفت نسبة 39.9% من أصل جميع الأسر من عدة أفراد يعيشون في نفس المنزل ونسبة 15.4% كانت تتألف من شخص يعيش بمفرده يبلغ من العمر 65 عاماً أو أكثر. وبلغ متوسط حجم الأسرة المعيشية 2.12، أما متوسط حجم العائلات فبلغ 2.88.
بلغ العمر الوسطي للسكان 39.6 عاماً. وكانت نسبة 15.1% من القاطنين تحت سن الثامنة عشر، وكانت نسبة 8.4% بين الثامنة عشر والرابعة والعشرين عاماً، ونسبة 34.9% كانت واقعةً في الفئة العمرية ما بين الخامسة والعشرين والرابعة والأربعين عاماً، ونسبة 28.1% كانت ما بين الخامسة والأربعين والرابعة والستين، ونسبة 13.6% كانت ضمن فئة الخامسة والستين عاماً فما فوق. وتوزع التركيب الجنسي للسكان بنسبة 59.3% ذكور و40.7% إناث.

## أعلام
- بول غرين